# Contre-la-montre masculin aux championnats du monde de cyclisme sur route 2016
Le contre-la-montre masculin aux championnats du monde de cyclisme sur route 2016 a lieu le 12 octobre 2016 à Doha, au Qatar, sur un parcours plat de 40 km.

## Parcours
La course commence au complexe de Lusail Sport et se termine sur l'archipel d'îles artificielles The Pearl à Doha. Le parcours tracé sur 40 kilomètres, est très technique et totalement plat.

## Participation

### Système de sélection
Toutes les fédérations peuvent inscrire deux coureurs au départ de l'épreuve. Un quota supplémentaire est attribué au champion du monde sortant Vasil Kiryienka.